# Ħal Għaxaq
Ħal Għaxaq – ou plus simplement Għaxaq – est une localité de Malte d'environ 4 700 habitants, située dans le sud de Malte, lieu d'un conseil local (Kunsilli Lokali) compris dans la région (Reġjun) Xlokk.

## Paroisse

### Église
L'église de la paroisse est dédiée à l'Assomption-de-Notre-Dame.
- Église paroissiale de l'Assomption de Marie
- Chapelle Saint-Philippe
- Chapelle du Christ Rédempteur

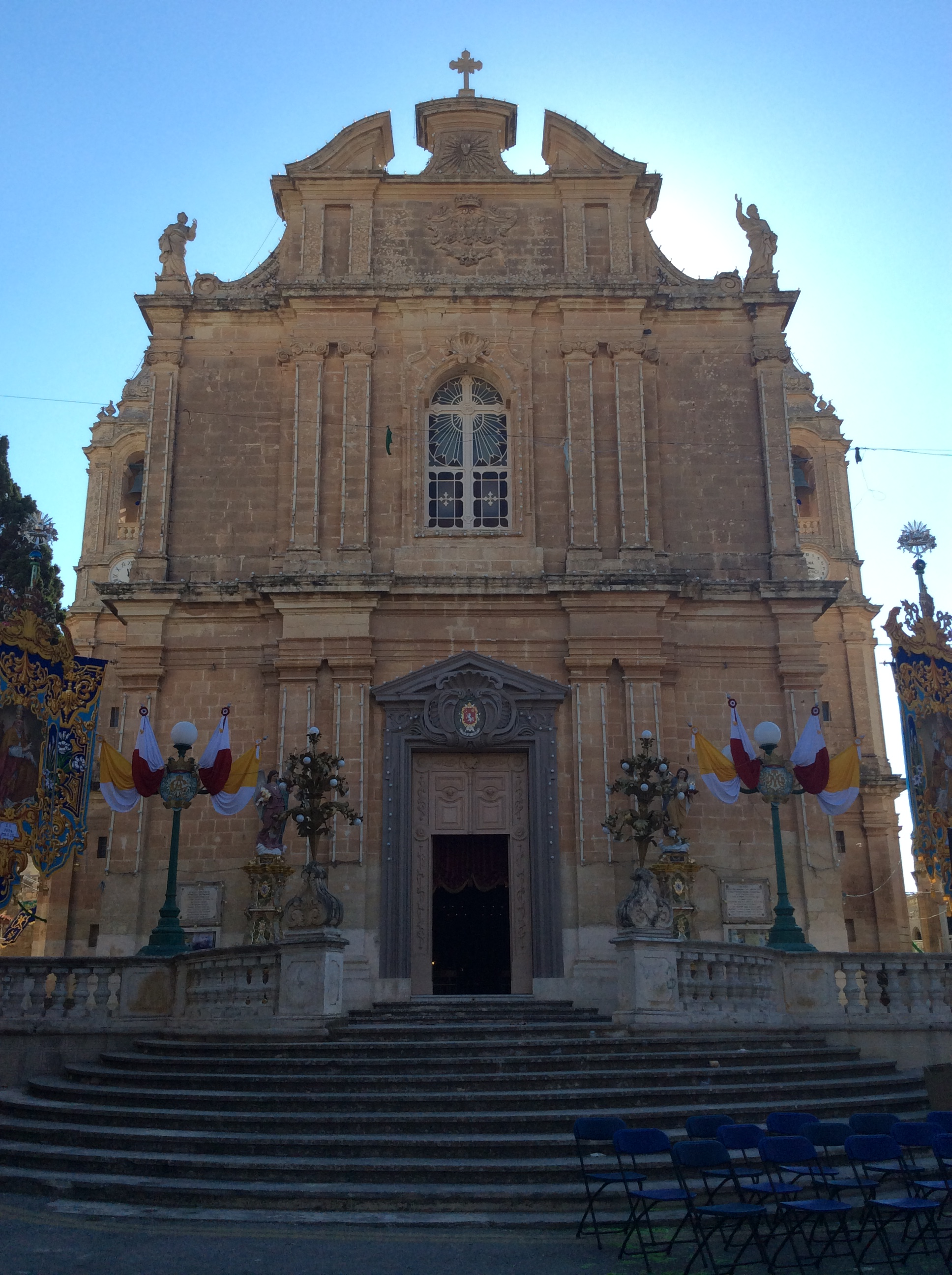
Façade de l'église de l'Assomption-de-la-Vierge-Marie
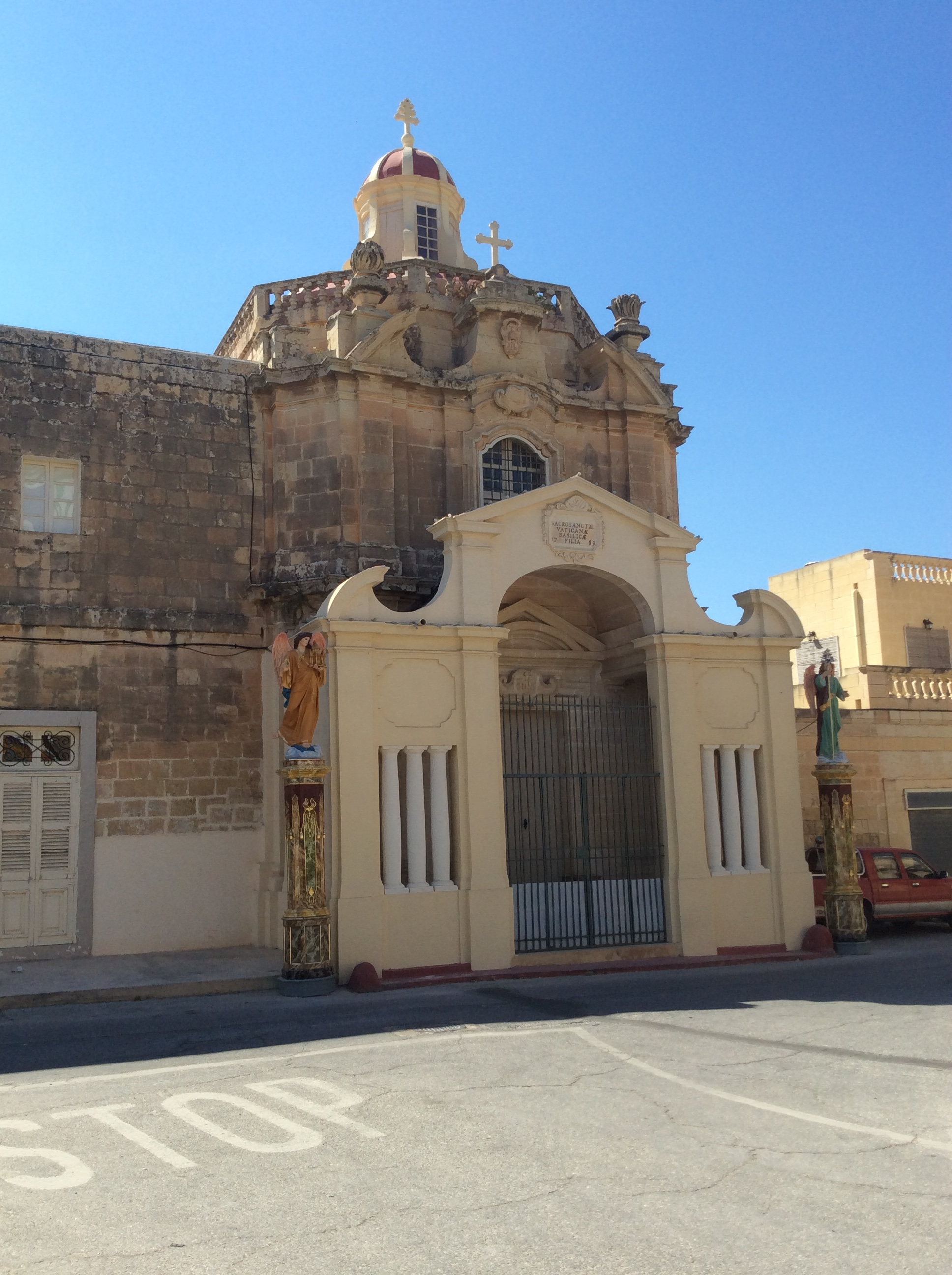
Chapelle Saint-Philippe
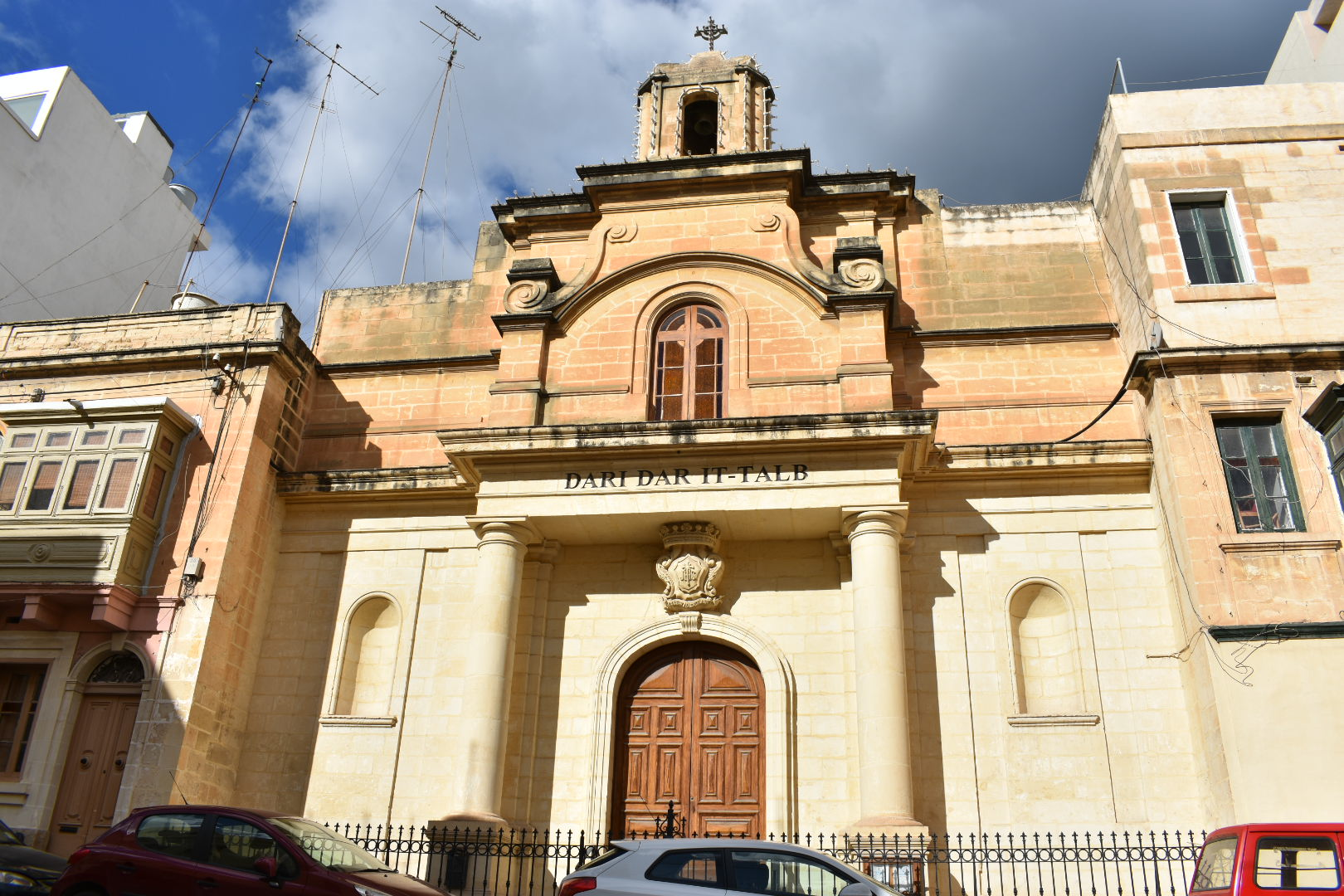
Chapelle du Christ Rédempteur

## Histoire
Jusqu'au 26 avril 1626, la municipalité appartenait à Zejtun et comptait 340 habitants.
En 1767 elle est passée de plus de 1000 habitants à environ 350, à la suite de raids Turcs le long de la côte maltaise, et à des maladies.

## Géographie
| Santa Luċija    | Tarxien    |            |
| Il-Gudja        | Ħal Għaxaq | Iż-Żejtun  |
| Luqa Iż-Żurrieq | Birżebbuġa | Marsaxlokk |

## Patrimoine et culture

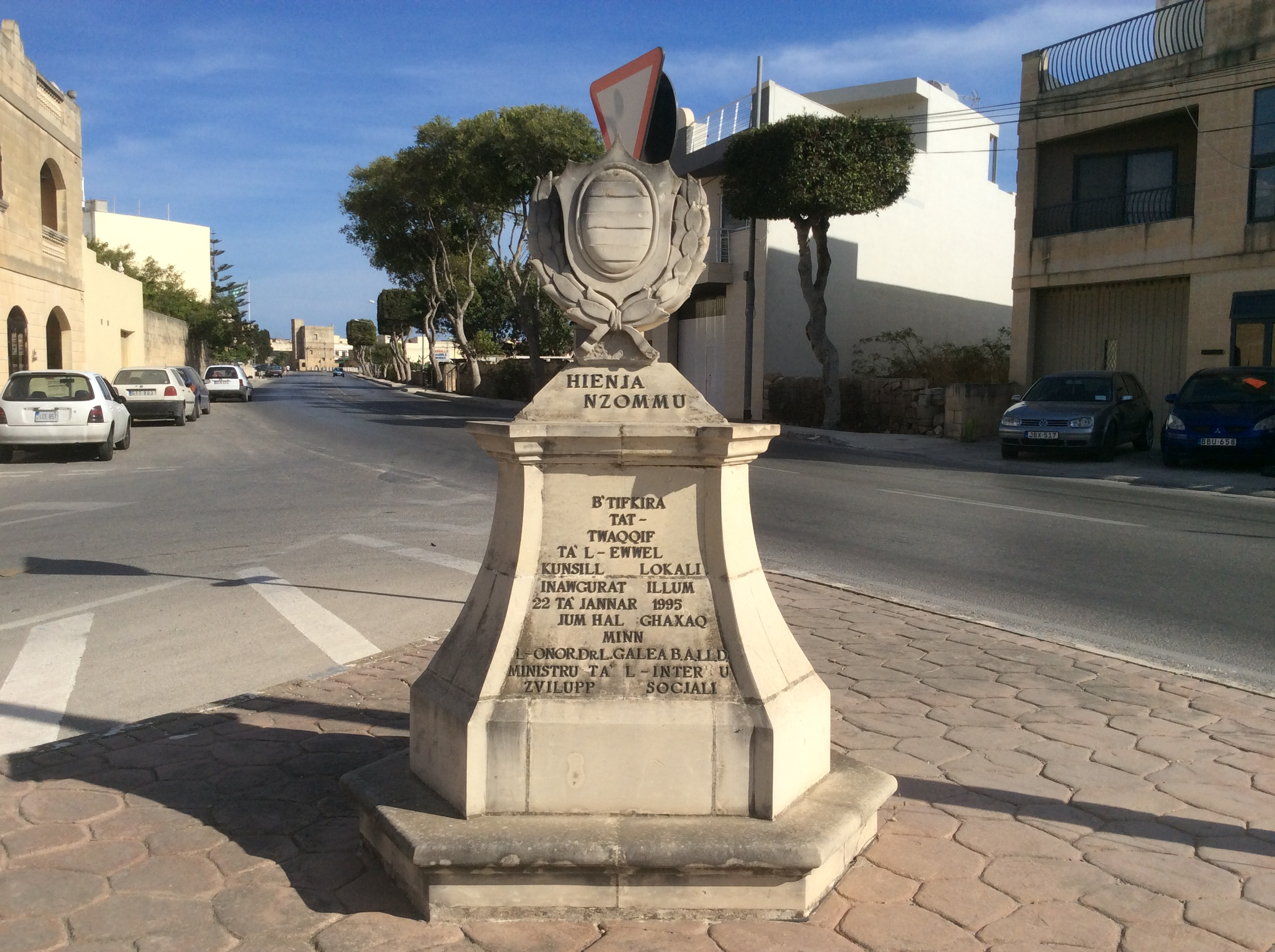
Un monument
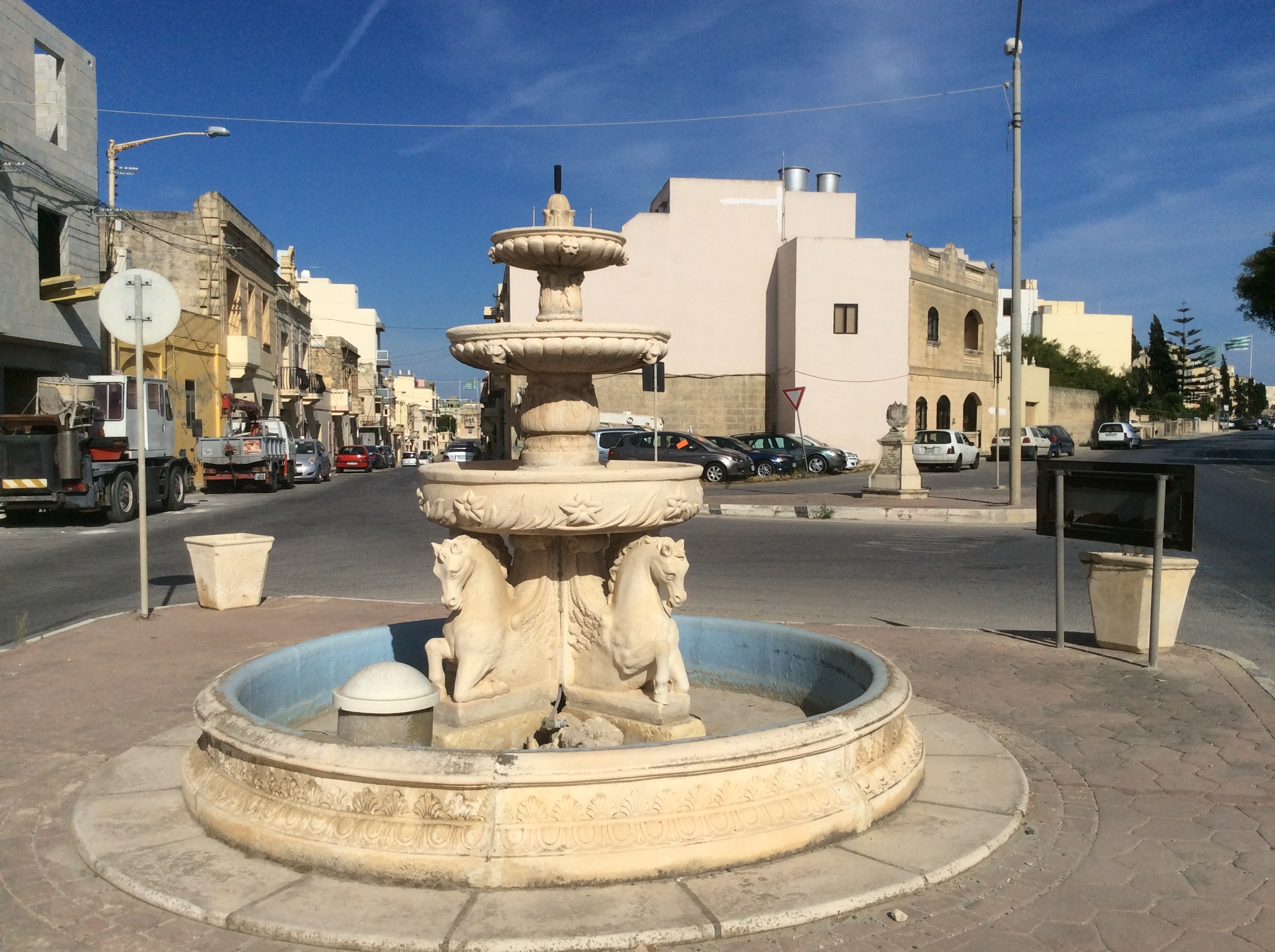
Fontaine
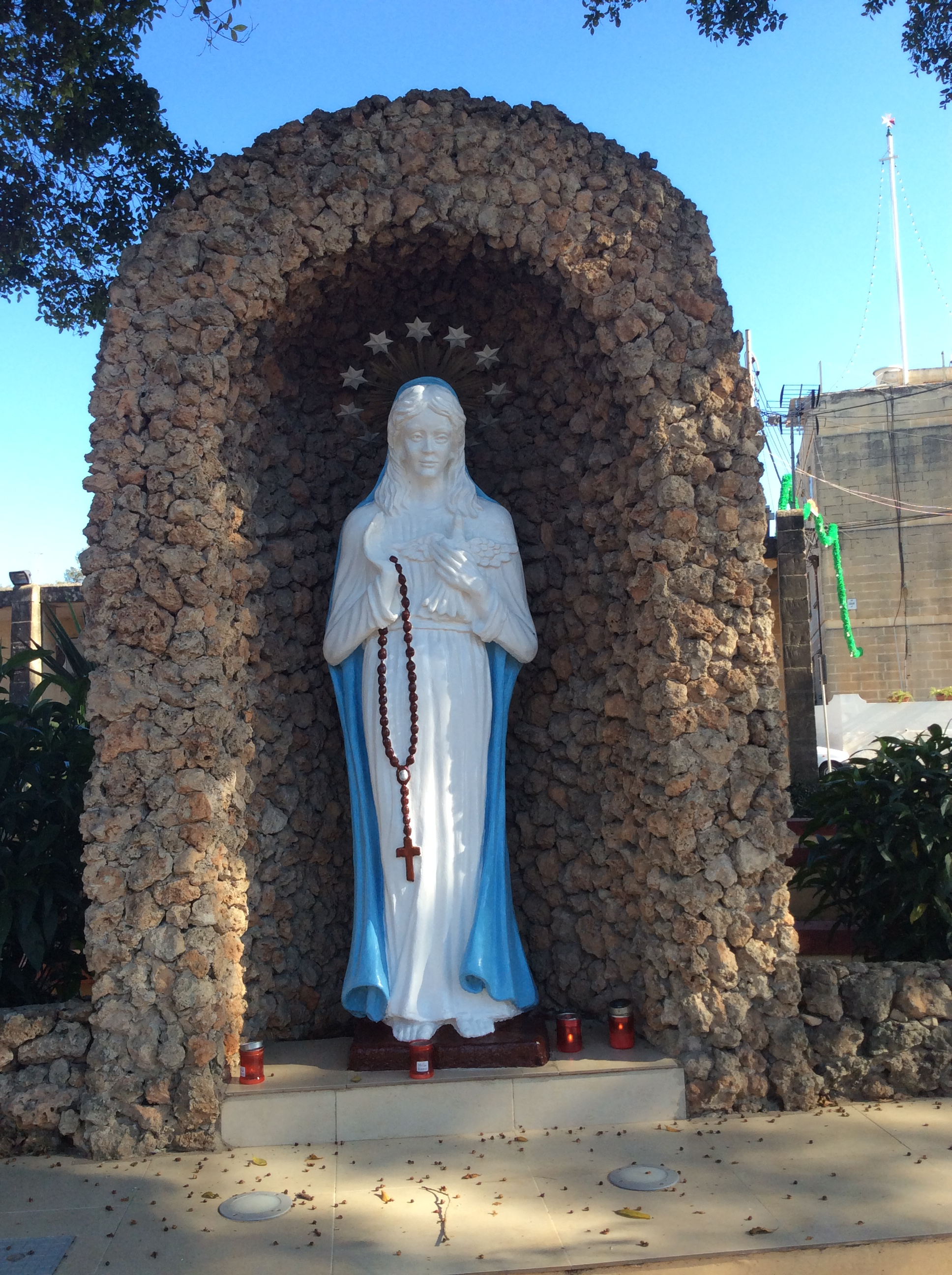
Statue de la vierge Marie
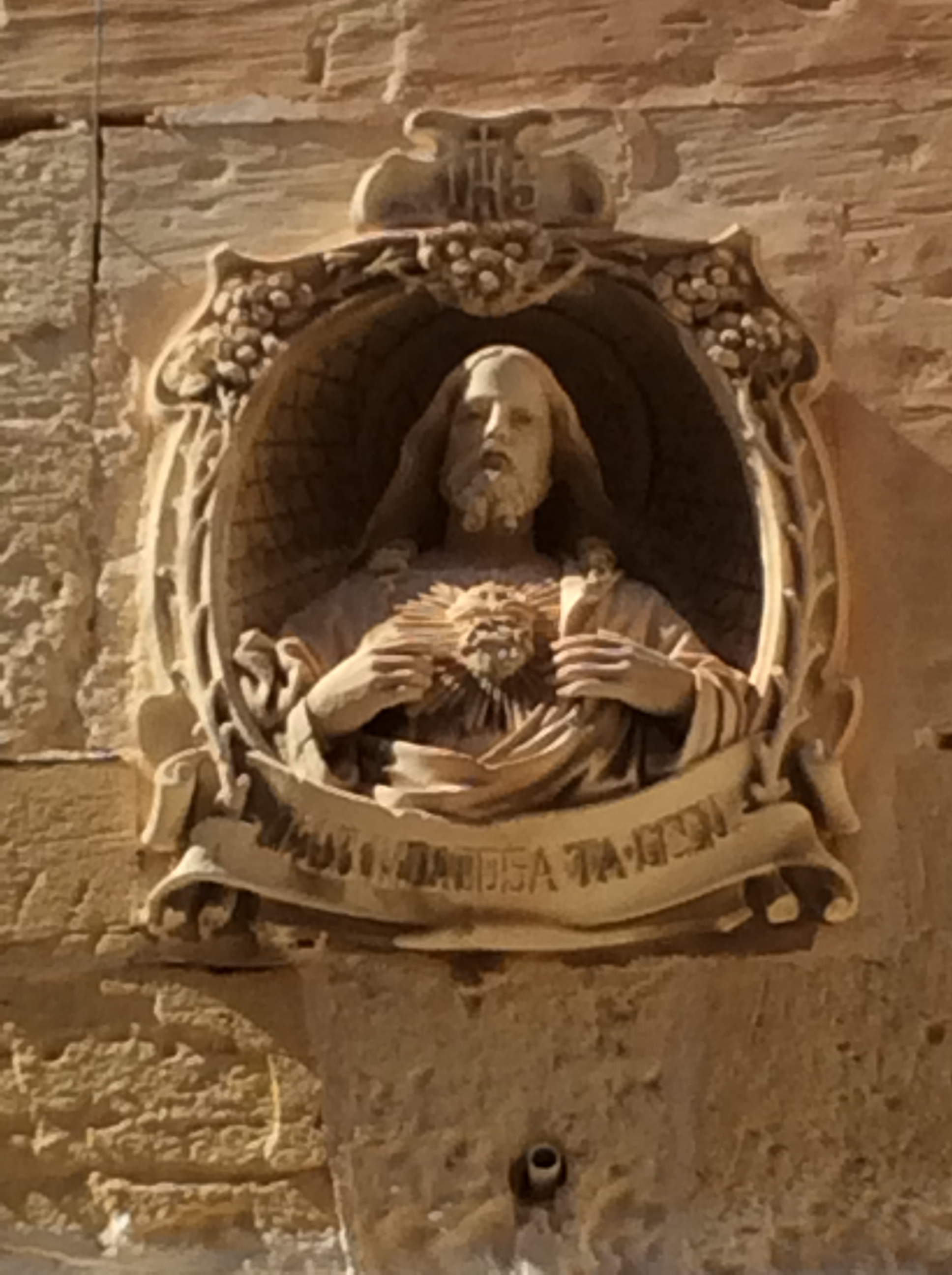
Statue de Jésus-Christ

### Sport
Għaxaq Football Club

## Sources
- (mt) Alfie Guillaumier, Bliet u Rħula Maltin (Villes et villages maltais), Klabb Kotba Maltin, Malte, 2005.
- (en) Juliet Rix, Malta and Gozo, Brad Travel Guide, Angleterre, 2013.
- Alain Blondy, Malte, Guides Arthaud, coll. Grands voyages, Paris, 1997.